# 克努德·朗科
克努德·朗科（Knud Langkow，1931年—2004年1月1日），丹麦公务员，曾就职于丹麦国家美术馆。他是虚构的安霍尔特岛撒旦教及1970年代以来在教堂和博物馆屡次发现的"魔鬼硬币"的幕后策划者，这些事件在媒体上被广泛报道。

## 生平
克努德·朗科是四兄弟中最小的，成长于阿迈厄岛。其父查尔斯·朗科经营镀银生意，1929年破产。在克努德14岁时，父亲自杀身亡。尽管克努德渴望成为人类学家，但仍接受了毛皮匠培训。后来他从事航海工作，最终在丹麦国家美术馆担任管理员和电话接线员，任职达25年之久。
自1973年（可能更早）起，朗科开始在丹麦安霍尔特岛布置类似神秘仪式使用的物品。此后数十年间，他通过多种手段维持这个虚构传说，包括向知名人士寄送匿名信，以及在丹麦和其他国家（包括瑞典）的教堂、博物馆投放特制的"魔鬼硬币"。
1983年，即安霍尔特岛发现事件十年后，朗科出版了一部以该岛为背景的超自然主题小说《安霍尔特的另一面》（Anholt på vrangen）。
2003年，即去世前三个月，朗科向哥本哈根国家博物馆捐赠了他剩余的23枚魔鬼硬币和五枚钢制印章。这些印章曾用于铸造他四种魔鬼硬币中的三种类型。在博物馆登记时，他使用了已故兄弟的名字。2003至2005年间，朗科的护照意外进入科厄博物馆展览，其末页可见撒旦标志和邮票印记。

## 安霍尔特岛撒旦教事件

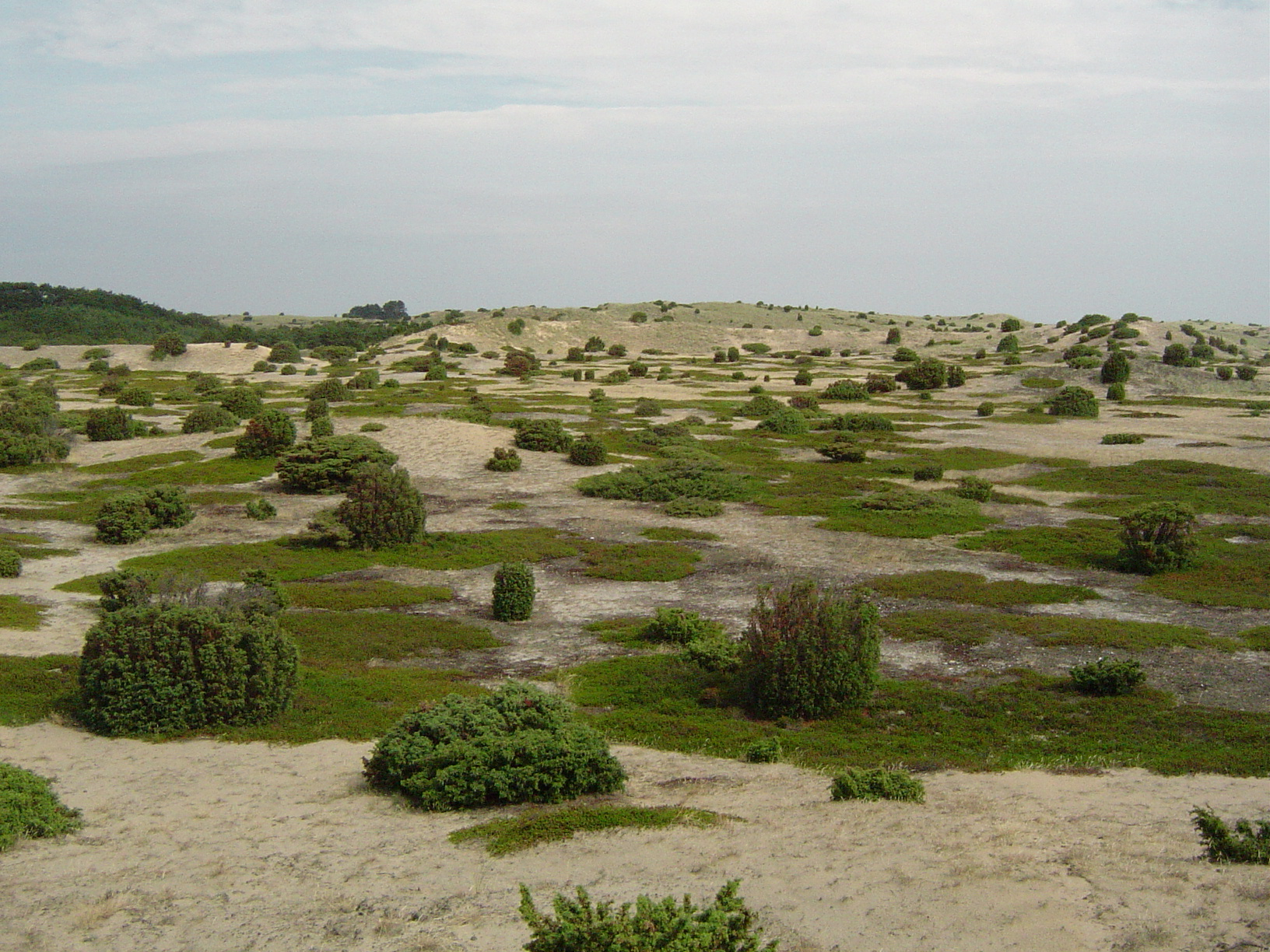
安霍尔特沙漠是一片广袤的类沙漠景观。

1973年5月17日，调查人员在安霍尔特沙漠区域发现多处布置有撒旦仪式相关物品的场所，包括黑色蜡烛、铜制铃铛、动物骸骨等。该事件在丹麦及国际媒体引发广泛报道。这些物品的布置动机直至2004年克努德·朗科去世后才真相大白。
教授本特·古尔维格·阿尔弗（Bente Gullveig Alver）详细记录了格勒诺警方在沙漠中发现的物品，其中包括一个早在1972年就被发现的印度金属盒。盒盖上曾竖立着一根诅咒柱——系有骷髅头的细金属杆。盒内铺满闪亮的石子，上面躺着一具死亡人偶。人偶穿着羊毛裤子和夹克，塑料小头上黏贴着象征胡须与头发的毛发。当阿尔弗翻转人偶时，注意到其折叠的小手——这并非人偶，而是一只被装入棺材、穿上人类服饰的老鼠。阿尔弗写道，这个发现令其产生"挥之不去的邪恶感，长期萦绕心头"。

### 匿名信事件
事件发生后数年，多位知名人士陆续收到以"安霍尔特岛撒旦教大祭司艾丽斯·曼德拉戈拉（Alice Mandragora）"署名的匿名信——该化名也出现在部分朗科制造的魔鬼硬币上。这些信件包含撒旦主题的晦涩文字，多指向1973年5月13日的安霍尔特岛事件。例如有信件邀请牧师参加岛上的"尸体翻转仪式"，另一些则诱惑收件人参与岛上纵欲派对。
早在1970年代初，西兰岛科瑟的教堂管理员就收到过"艾丽斯·曼德拉戈拉"的诡异来信。信中自称安霍尔特岛撒旦教领袖，以骇人内容怂恿收信者赴岛参加食人仪式，声称通过吞噬人肉可获取死者力量。

## 魔鬼硬币

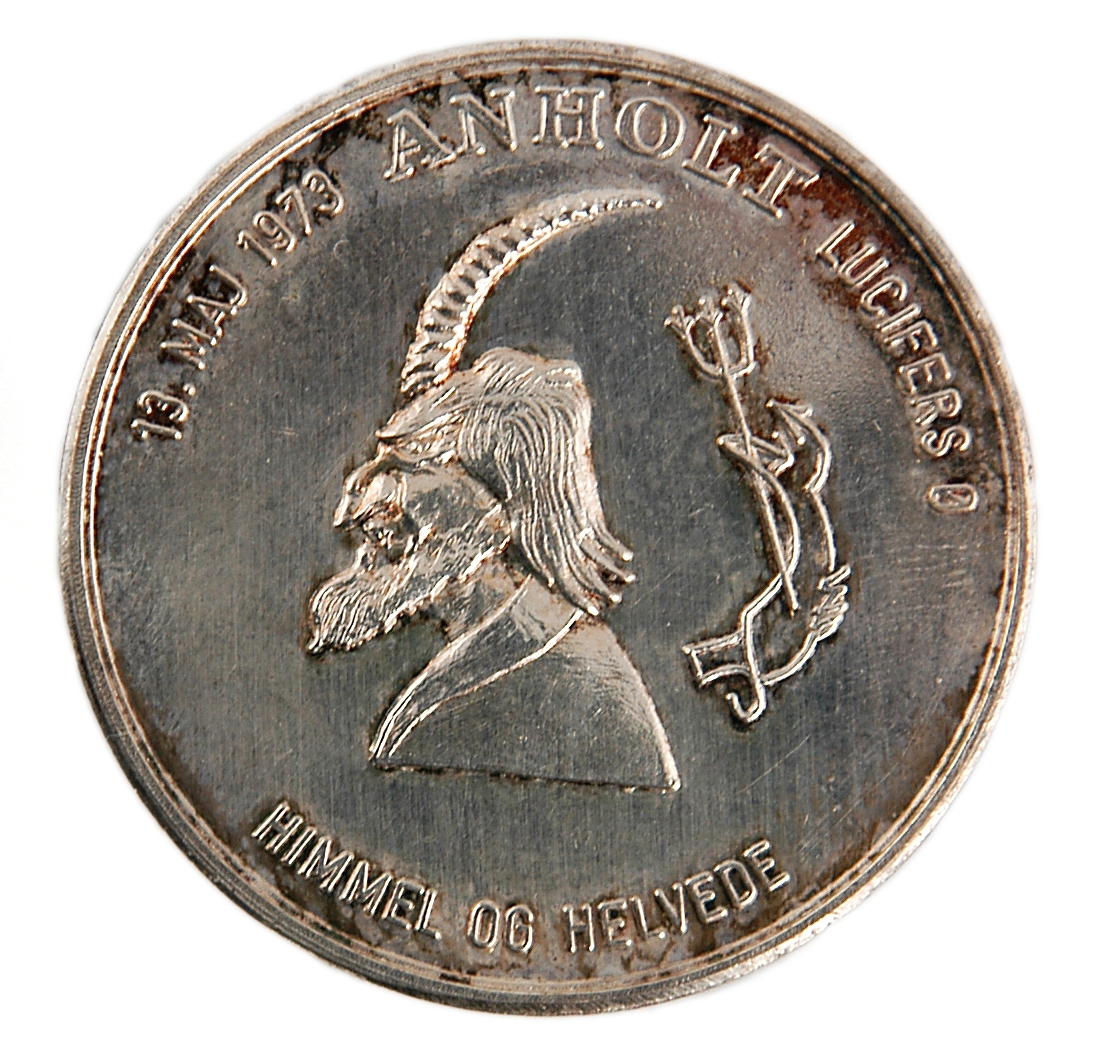
1997年在斯德哥尔摩号船首像"圣埃里克"裂缝中发现的镀银魔鬼硬币，现存于卡尔斯克鲁纳瑞典海军博物馆

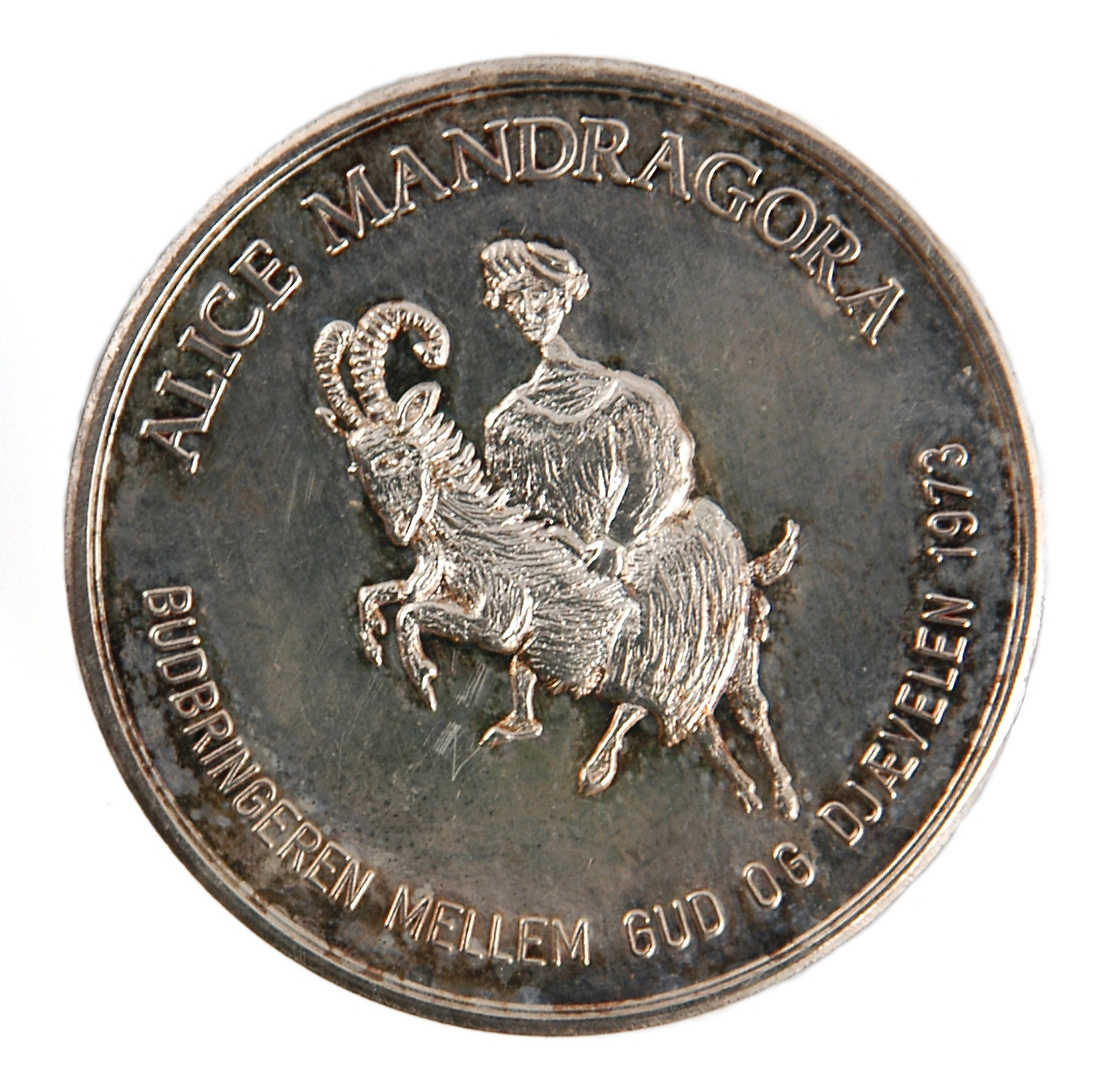
硬币背面

克努德·朗科委托专业机构制造了工艺精良的魔鬼硬币（又称"撒旦硬币"），这些硬币均标注1973年5月13日的安霍尔特岛事件日期。他将大量硬币投放在教堂和博物馆中，迄今已在丹麦各地发现约300枚带有撒旦符号的此类硬币。多数发现于丹麦东部，但在霍尔斯特布罗等地亦有发现。此类硬币还现身英国，在挪威的乌尔内斯木板教堂和维克木板教堂也各发现一枚。
著名丹麦钱币学家约恩·瑟莫德（Jørgen Sømod）可能也参与了这些硬币的传播——他在研究过程中发现硬币产自Meca工厂后，开始自主制造并效仿朗科的投放方式，将硬币置于可能被发现的场所。